# Lalah Hathaway
Pour les articles homonymes, voir Hathaway.
Lalah Hathaway, née Eulaulah Donyll Hathaway le 16 décembre 1968 à Chicago aux États-Unis, est une chanteuse, musicienne, parolière et compositrice américaine de jazz, soul, RnB, gospel.
Lauréate de cinq Grammy Awards (dont trois dans la catégorie meilleure prestation vocale R&B traditionnel), elle est la fille du chanteur Donny Hathaway,.

## Discographie

### Albums studio
- 1990 - Lalah Hathaway
- 1994 - A Moment
- 1999 - The Song Lives On (en collaboration avec Joe Sample)
- 2004 - Outrun the Sky
- 2008 - Self Portrait
- 2011 - Where It All Begins
- 2017 - Honestly

### Album live
- 2015 - Lalah Hathaway Live

### Compilation
- 2019 - It's Somethin' - The Virgin Years

### Participations
- 2017 : Esperanza Spalding, Exposure (Condord)

## Distinctions

### Lauréate
- Grammy Awards 2014 : Meilleure prestation R&B pour Something (en collaboration avec Snarky Puppy)[4],[5]
- Grammy Awards 2015 : Meilleure prestation vocale R&B traditionnel pour Jesus Children (en collaboration avec Robert Glasper Experiment et Malcolm-Jamal Warner)[4],[6]
- Grammy Awards 2016 : Meilleure prestation vocale R&B traditionnel pour Little Ghetto Boy[4],[7]
- Grammy Awards 2017 : Meilleure prestation vocale R&B traditionnel pour Angel  et meilleur album R&B pour Lalah Hathaway Live[4],[8]

### Nominations
- Grammy Awards 2010 : Meilleure prestation vocale R&B féminine pour That Was Then[4],[9]
- Grammy Awards 2011 : Meilleure prestation gospel pour He's Been Just That Good[4],[10]
- NAACP Image Awards 2016 : Meilleure nouvelle artiste féminine [11]
- Soul Train Music Awards 2017 : Soul Train Certified Awards[12]
- Black Reel Awards 2017 : Meilleure chanson originale pour Surrender sur la bande originale du film Les Figures de l'ombre (en collaboration avec Pharrell Williams)[13]
- Grammy Awards 2019 : Meilleure prestation R&B pour YOY, meilleure prestation vocale R&B traditionnel pour Made for Love (en collaboration avec Charlie Wilson) et meilleur album R&B pour Honestly[4],[14]